# Phrurolithus tepejicanus
Phrurolithus tepejicanus là một loài nhện trong họ Phrurolithidae.
Loài này thuộc chi Phrurolithus. Phrurolithus tepejicanus được Willis J. Gertsch & Michael Davis miêu tả năm 1940.